# Stormfloden
Stormfloden (originaltitel Thundering Dawn) er en amerikansk stumfilm fra 1923 af Harry Garson.

## Medvirkende
- J. Warren Kerrigan som Jack Standish
- Anna Q. Nilsson som Mary Rogers
- Winifred Bryson som Lullaby Lou
- Richard Kean
- Thomas Santschi som Gordon Van Brock
- Edward Burns som Michael Carmichael
- Charles Clary som Morgan Sprott